# Pseudogekko atiorum
Pseudogekko atiorum — вид геконоподібних ящірок родини геконових (Gekkonidae). Ендемік Філіппін. Описаний у 2015 році.

## Поширення і екологія
Pseudogekko atiorum мешкають на островах Негрос і Сікіхор в групі Вісайських островів в центральній частині Філіппінського архіпелагу, можливо, також на інших островах. Вони живуть у вологих тропічних лісах.

## Етимологія
Вид P. atiorum був названий на честь філіппінського народу аті, поширеного на Вісайських островах.